# مناورات حماة الصداقة
مناورات حماة الصداقة أو (بالإنجليزية: Protectors of Friendship maneuver)‏ هي مناورات عسكرية جوية برية مشتركة تقام بين كل من مصر وروسيا.

## المناورات المنفذة

### مناورات حماة الصداقة 2016
مناورات حماة الصداقة 2016 (بالروسية:Защитники дружбы-2016) هي مناورات عسكرية مصرية روسية بدأت في 14 محرم 1438هـ الموافق لـ 15 أكتوبر 2016م حيث باشرت قوات الإنزال الجوي الروسية في إرسال مظلييها إلى مصر إيذانا بانطلاق مناورات روسية مصرية واسعة النطاق يتدرب فيها عسكريو البلدين على مكافحة الجماعات الإرهابية في ظروف الصحراء.

#### الموقع
شمل التدريب ستة مطارات مصرية بما فيها مطار برج العرب. وكذلك كان التدريب في قاعدة العُمَيْد العسكرية بالإسكندرية.

#### العتاد
كان العتاد 15 طائرة ومروحيات من أنواع مختلفة بينها 5 طائرات شحن عسكري روسية من طراز إيل-76 إضافة إلى عربات قتالية وأكثر من 500 فرد.
وكذلك بزات عسكرية روسية جديدة، مخصصة لارتدائها في المناطق ذات المناخ الحار والرطوبة العالية.

#### قفزة الصداقة
قام أكثر من 10 عسكريين روس بإنزال مظلي مشترك باستخدام مظلات T-10B المصرية، فيما قفز نحو 30 من نظرائهم المصريين بمظلات "Д-10" الروسية.

#### المراقبون
حضر ممثلون ومراقبون عسكريون من أكثر من 30 دولة من بينها السعودية والامارات والبحرين والصين وفرنسا.

#### نهاية المناورة
قال النائب محمود إسماعيل، عضو مجلس النواب المصري، إن هذه المناورات، عادت بنفع كبير على الجيشين، فمن ناحية استفاد الجيش المصري من الخبرات الروسية، واختبر أنواعا جديدة من الأسلحة، ومن الناحية الأخرى استفاد الجيش الروسي من الخبرات المصرية، واستعرض قوته في تطوير الأسلحة. وانتهت المناورات يوم الأربعاء 25 محرم 1438هـ الموافق لـ 24 أكتوبر 2016م.